# Sangano
Sangano és un comune (municipi) de la ciutat metropolitana de Torí, a la regió italiana del Piemont, situat a uns 20 quilòmetres a l'oest de Torí. A 1 de gener de 2019 la seva població era de 3.752 habitants.
Sangano limita amb els següents municipis: Reano, Villarbasse, Trana, Rivalta di Torino, Bruino i Piossasco.